# Forseti

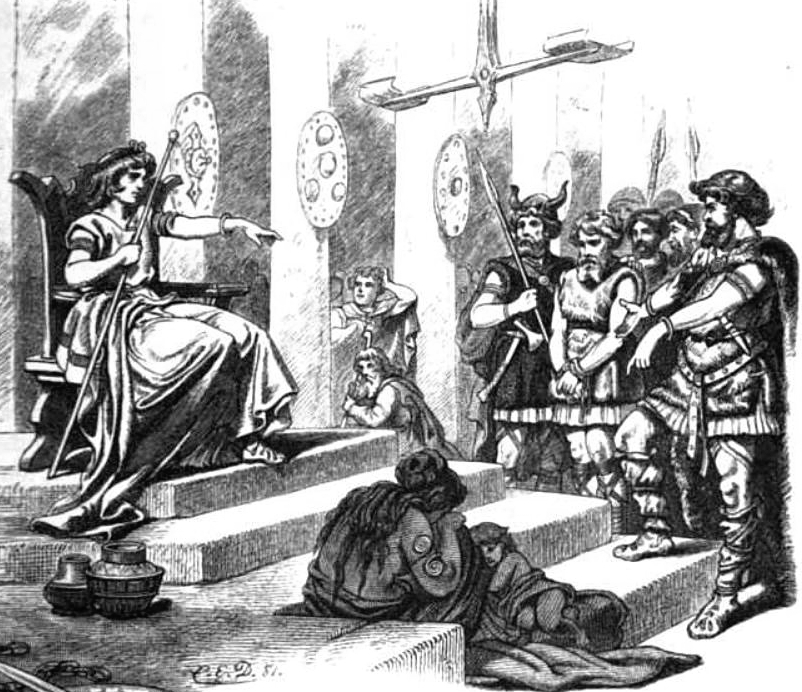
Forseti sedící při soudu (1881) od Carla Emila Doeplera

Forseti (v překladu „Předsedající“ či „Ten, kdo stojí v čele“) je v severské mytologii jeden z Ásů. Jedná se o boha spravedlnosti, míru a pravdy, tvůrce a ochránce zákonů. Dokáže utišit každý svár či hádku a je patronem všech diplomatů a vyjednávačů. Je synem Baldra a Nanny. Jeho sídlem je Glitnir, zářící síň se stříbrnou střechou a zlatými sloupy, kde soudí spory mezi ostatními bohy i lidmi.
Když se přiblíží ragnarök, zruší Ódin jeho právo soudit lidi a nabádat je k míru. Jako jeden z mála bude moci po ragnaröku opustit germánské podsvětí Helheim. Forseti společně s Ódinovými syny Hödem a Baldrem vytvoří radu bohů a zaslouží se o vznik nového světa. V kůře stromu najde ženu a muže, kteří jako jediní z lidí přežili ragnarök a založí nové lidské pokolení.
Střediskem Forsetiho kultu byla svatyně na ostrově Heligoland v Severním moři, vyvrácená fríským misionářem Liutgerem kolem roku 791.